# Municipis d'Aguascalientes

Mapa dels municipis d'Aguascalientes

Llista de municipis d'Aguascalientes. L'estat mexicà d'Aguascalientes, el tercer més petit de Mèxic, està organitzat administrativament en onze municipis:
| Codi | Municipi                  | Superfície (km²) | Cap de municipi           |
| ---- | ------------------------- | ---------------- | ------------------------- |
| 001  | Aguascalientes            | 1.169            | Aguascalientes            |
| 002  | Asientos                  | 548              | Real de Asientos          |
| 003  | Calvillo                  | 931              | Calvillo                  |
| 004  | Cosío                     | 128              | Cosío                     |
| 005  | Jesús María               | 499              | Jesús María               |
| 006  | Pabellón de Arteaga       | 199              | Pabellón de Arteaga       |
| 007  | Rincón de Romos           | 373              | Rincón de Romos           |
| 008  | San José de Gracia        | 856              | San José de Gracia        |
| 009  | Tepezalá                  | 228              | Tepezalá                  |
| 010  | El Llano                  | 500              | Palo Alto                 |
| 011  | San Francisco de los Romo | 134              | San Francisco de los Romo |